# Nowa Gierłoż
Nowa Gierłoż – osada leśna w Polsce położona w województwie warmińsko-mazurskim, w powiecie ostródzkim, w gminie Ostróda.
W latach 1975–1998 miejscowość administracyjnie należała do województwa olsztyńskiego.